# Sammlung Steegmann
Die Sammlung Steegmann ist eine Sammlung von Bildern des Kunstsammlers Josef Steegmann, die vorwiegend aus der Epoche der Klassischen Moderne stammen.

## Der Sammler
Josef Steegmann wurde am 8. Mai 1903 in Saarbrücken geboren. Er studierte Jura in Innsbruck, Rom, München und Köln. Daneben hörte er Vorlesungen in Kunstgeschichte. Nach seiner Promotion war er ab 1928 als Rechtsanwalt in der väterlichen Kanzlei, ab 1934 als selbständiger Wirtschaftsanwalt in Berlin tätig. Während des Zweiten Weltkrieges arbeitete er in der Gruppe „Zentralabteilung Finanzen“ der Wehrmacht. Bei der Bedrohung Wiens durch die Sowjetische Armee 1945 war Steegmann daran beteiligt, die Kunstobjekte des Fürsten von Liechtenstein vor Plünderung zu schützen und nach Vaduz zu bringen. Nach dem Krieg lebte Steegmann mit seiner Familie in Liechtenstein und wurde Ehrenbürger des Fürstentums. 
1954 ging er zurück nach Köln, wo er wie schon vor dem Krieg erfolgreich als Wirtschaftsanwalt arbeitete. Seit den 1960er Jahren begann er systematisch Kunst zu sammeln. 1968 kehrte er nach Vaduz zurück und lebte dort bis zu seinem Tod. Nachdem er seinen Wohnsitz in Köln aufgegeben hatte, fand er für viele seiner Bilder im Kunsthaus Zürich einen neuen Standort. Einen Großteil seiner Sammlung erwarb Steegmann von Ernst Beyeler in Basel. Hieraus erklärt sich auch die innere Nähe der beiden Sammlungen: Dieselben Künstler, wie Pablo Picasso, Paul Klee, Alberto Giacometti, bilden die Glanzpunkte. Josef Steegmann starb 1988 in Vaduz.

## Die Sammlung
Als ›Sammlung‹ wollte Josef Steegmann seine Bilder nie bezeichnen. Dazu war ihm die Anzahl der Werke zu gering. Trotzdem zeigt die Kollektion eine Qualität und Geschlossenheit, die der Sammler mit Konsequenz und System im Laufe von zwei Jahrzehnten zusammenstellte. Dadurch ergab sich ein Ensemble von etwa fünfzig Sammlungsstücken, die alle entscheidende Positionen im Werk der einzelnen Künstler und auch im kunsthistorischen Kontext einnehmen. 
Im Mittelpunkt der Sammlung stehen Werke von Klee, Picasso und Giacometti, aber auch solche von Künstlern, die dem Kubismus zuzuordnen sind. Gemeinsam ist allen Werken die Darstellung der menschlichen Gestalt. Die bisher verstreut an verschiedenen Orten bewahrten Stücke kamen erstmals 1998 zu einer Ausstellung in der Staatsgalerie Stuttgart zusammen. In dieser Geschlossenheit war die Sammlung Steegmann vorher noch nie zu sehen. Seitdem befinden sich dort vierundzwanzig Exponate als Dauerleihgabe.
„In der Sammlung Steegmann bleibt der Blick vor allem fokussiert auf das Bild des Menschen, denn die intensivste Strahlkraft geht von den zehn Bildern Pablo Picassos aus, die die wichtigsten Etappen des Oeuvres dieses 'Jahrhundertkünstlers' illustrieren. Die anthropozentrische Sicht des Spaniers, konterkariert durch sechs Arbeiten Alberto Giacomettis als desjenigen Künstlers, der die Problematik einer solchen Sicht in seinen Arbeiten thematisiert, und durch fünf Werke Paul Klees, der in seinem visionären Spätwerk die zwischenweltliche Mittlerfunktion der Menschengestalt ins Zentrum seiner Bilder stellt, wird so zum Kristallisationspunkt in jenem Laboratorium, das uns die Sammlung Steegmann zur Verfügung stellt. Der Kubismus als Scheideweg, an dem Picasso und seine kubistischen Freunde am Gegenstand festhielten, während andere, namentlich Piet Mondrian, den Schritt in die Abstraktion wagten, bildet einen weiteren Schwerpunkt …“

## Werke der Sammlung (Auswahl)
Das erste für die Sammlung erworbene Bild stammt aus der Serie der Badenden von Paul Cézanne. Das Bad, 1882, zeigt eine kleine intime Badesszene, die in lichten Ocker-, Grün- und Blautönen gehalten ist. Es kann als Beispiel für Cézannes Naturstudien gelten. Weiblicher Kopf, 1907, diente Pablo Picasso als Studie zu Les Demoiselles d’Avignon, mit der der Künstler eine radikale Wende seiner Formensprache, hin zum Kubismus vollzogen hat. Mit Liegende auf einem Sofa, 1910, hat Picasso neben Georges Braque den Höhepunkt seiner Abstraktion im Kubismus erreicht. Dennoch kann hier immer noch von einer bildhaften Kunst gesprochen werden, da der Künstler nach wie vor vom Gegenstand ausgeht. Anders bei Komposition Nr. 2, 1921, von Piet Mondrian. Es gehört zu seinen früheren Werken. Die formale Reduktion und die völlig ungegenständliche Gestaltung des Bildes mit seinen geometrischen Linienstrukturen, gestattet keinerlei Assoziation zur Realität.
Picassos Ölkreidezeichnung Die Lesende, 1921, gehört in seine klassizistische Periode und zeigt seine Rückkehr zur Gegenständlichkeit. Im Gegensatz dazu ist Grauer Akt mit Armband, 1913, von Henri Matisse in monochromen Grautönen gehalten. Mit Hilfe schwarzer Linien und Hell-Dunkel-Elementen komponierte Matisse dieses Werk, ohne andere Farben als Gestaltungsmittel zu verwenden. Mit Der Harlekin, 1912, verbindet Georges Braque papierene Fragmente mit Kompositionselementen der Zeichnung. Kohle, Holzimitat-Tapete und Papier sind die Mittel dieses kollagen-artigen Werks.
Kollagenhaft mag auch Paul Klees Verspannte Fläche, 1930, erscheinen. Die verspielt-räumliche Komposition mit ihren geometrischen Elementen ist eines von mehreren Werken, die man Klees konstruktivistischer Phase zuordnen kann. Die Reihe der Engel umfasst in seinem Werk über fünfzig Arbeiten. Zu ihnen gehört auch Angelus Militans, 1940. Alberto Giacomettis langgezogene Bronzefiguren fallen einerseits durch ihre nach oben strebende Haltung auf, die auf der anderen Seite aber erdgebunden wirken mit ihren schweren massigen Sockeln. Sowohl Stehende Figur, 1958, als auch Große Stehende, 1947, zeichnen sich durch eine archetypisch anmutende Formgestaltung aus. Die Körper erfahren keinerlei Ausgestaltung, ihre Oberflächen bleiben ohne Glättung mit zerklüfteten Graten und Einkerbungen. In ihrer Bewegung erstarrt erinnern sie an ägyptische Statuen.
Jean Dubuffets „Kritzelzeichensprache“ seiner frühen Phase mündete in seiner zweiten Schaffensperiode in einen verdichtenden, mit plakativ-plastischen Elementen versehenen Malstil. Seine stark strukturierten Bildteile ähneln manchmal dem eines Puzzlespiels. Das Wasserglas I, 1967, gehört in diese Phase. Im Gegensatz dazu reduziert Antoni Tàpies seine künstlerischen Aussagen auf das Allernötigste. In Dreieckige Form auf Grau, 1960, installierte er auf monochrom-grauem Untergrund am unteren Bildrand ein deltaförmiges Objekt in gelblich-pastoser Ausführung. Auch in seinem Werk Grau und Weiß auf Schwarz, 1966, ist die meditative Komponente und die Stille Thema seiner Arbeit.